# Jetty Paerl
Henriette Nanette Paerl, detta Jetty (Amsterdam, 27 maggio 1921 – Amstelveen, 22 agosto 2013), è stata una cantante olandese.
Ha rappresentato i Paesi Bassi all'Eurovision Song Contest 1956 con il brano De vogels van Holland.

## Biografia
Jetty Paerl è nata e cresciuta ad Amsterdam. Dopo l'invasione tedesca dei Paesi Bassi nel maggio 1940, fuggì a Londra con i suoi genitori e il nuotatore Willy den Ouden, dove lavorò come designer di abbigliamento per bambini in un negozio di New Bond Street. Ha anche contribuito alle trasmissioni di Radio Oranje, un programma radiofonico creato dal Governo in esilio dei Paesi Bassi, grazie al quale divenne nota come Jetje van Radio Oranje ("Jetty di Radio Orange") nei Paesi Bassi. Nel programma, eseguiva canzoni, scritte da suo padre Jo Paerl e composte da Louis Davids e Dirk Witte, in cui i nazisti e i membri del Movimento Nazional-socialista venivano apertamente presi in giro.
Verso la fine della guerra, Jetty Paerl divenne membro del Corpo Ausiliario Femminile (Vrouwen Hulpkorps) del Koninklijke Landmacht. Dopo la liberazione dei Paesi Bassi nel maggio 1945, tornò nel suo paese natale passando per la Zelanda e fu stanziata a Rotterdam. Poco dopo, scoprì che entrambi i suoi fratelli maggiori erano ancora vivi. Uno era fuggito in Svizzera, mentre l'altro era rimasto nei Paesi Bassi durante la guerra.
Nel 1951 Jetty Paerl sposò l'illustratore olandese Cees Bantzinger. Nel 1956, si classificò al secondo posto nel Nationaal Songfestival 1956 con la canzone De vogels van Holland, scritta da Annie M.G. Schmidt e composta da Cor Lemaire. Ciò le conferì il diritto, insieme a Corry Brokken, di rappresentare i Paesi Bassi nella prima edizione dell'Eurovision Song Contest. Essendo la prima esecutrice della serata, Jetty Paerl passò alla storia come la prima cantante in assoluto ad esibirsi all'Eurovision Song Contest.
Nel 1985, il marito di Paerl, Cees Bantzinger, rivelò di essere stato membro del Movimento Nazional-socialista per un breve periodo all'inizio della Seconda Guerra Mondiale, dopo che il giornalista Adriaan Venema lo aveva confrontato con delle lettere che aveva inviato al Dipartimento dell'Informazione Pubblica e delle Arti all'epoca. Una settimana dopo si suicidò annegandosi. Jetty Paerl morì il 22 agosto 2013 ad Amstelveen, all'età di 92 anni.

## Discografia

### Extended play
- 1957 – Jetty Paerl
- 1957 – Jetty Paerl 2

### Raccolte
- 1970 – Jetje van Radio Oranje